# El Atazar
El Atazar è un comune spagnolo di 98 abitanti situato nella comunità autonoma di Madrid.